# Mentaphobie
La mentaphobie est un concept inventé par le zoologiste américain Donald Griffin, fondateur de l'éthologie cognitive, pour désigner les fortes réticences de ses pairs à faire référence à la conscience animale lorsqu'il s'agit de décrire le comportement des animaux.

## Définition
La notion a été reprise par les tenants de l'antispécisme, qui la définissent comme : 

« la peur de reconnaître la pensée de celui dont on ne veut pas qu’il devienne « autrui », et qu’on veut assimilable à une chose. »

Ce concept est donc essentiellement utilisé dans le cadre de la réflexion sur la place des animaux dans les sociétés humaines.
De fait, des études ont relevé que des capacités cognitives moindres sont souvent attribuées aux animaux destinés à être mangés. Si, dans le domaine scientifique, des progrès ont permis de mieux connaitre les capacités cognitives des animaux, cela n’a pas provoqué d’évolution notable dans la vision que la société a des animaux, en particulier de ceux destinés à l’alimentation.
Psychologiquement, la mentaphobie est parfois considérée comme une tentative d'évitement de la dissonance cognitive au sens où il s'agit pour le sujet d’atténuer la portée morale de ses actes.